# Tariska Zoltán
Tariska Zoltán (Kölcse, 1953. szeptember 8. – 2016. június 4.) református lelkész.

## Életpálya
Tariska Zoltán Kölcsén született, ahol a nagyapja, Tariska Sándor ugyancsak református lelkipásztorként tevékenykedett. Családjában ő az 56. lelkipásztor.
Középiskolai tanulmányait a Debreceni Református Gimnáziumban végezte (1968–1972), majd 1972-től 1978-ig a Debreceni Református Hittudományi Egyetem Teológiai Karának hallgatója volt. 1976-ban exmisszus segédlelkész volt a debreceni Széchenyi Kerti Gyülekezetben. 1976-77-ben Karcagon tevékenykedett segédlelkészként. 1977-től 1984-ig Ópályi, 1984-től 1994-ig Jászberény, majd 1994-től egészen nyugdíjba vonulásáig, 2013-ig Pécel lelkipásztora volt. 1997-től 2013-ig az Észak-Pesti Református Egyházmegye tanácsosa.
Felesége, Tatár Mária (sz. 1956) – akivel 1978. augusztus 31-én kötött házasságott – 2012-ben hunyt el. Tariska Zoltán 2013. július 1-től egészen 2016. június 4-én bekövetkezett haláláig Fóton élt.

## Elismerései
- Pécel Város Díszpolgára (2013)[3]

## Könyvei
- Az erőtlen erejét megsokasítja (2014)[4]
- Kincs törékeny cserépedényben - dr. Fekete Péter életrajza (2016)
- Az Isten országa épül - Gyakorlati segítség gyülekezetvezetőknek és Isten minden szolgájának (2019)